# Ultima
Ultima es una saga de videojuegos de rol para ordenador desarrollada por Origin Systems, Inc. Fue creada por Richard Garriot, (también conocido como Lord British). Muchos capítulos de la saga son considerados puntos de partida para otros juegos de su especie. En la actualidad, Electronic Arts mantiene los derechos sobre la franquicia del juego, habiendo sido una de las sagas más largas -si no la mayor-.

## Descripción
Ultima narra la historia de un héroe invocado por el gobernante de un mundo imaginario, conocido inicialmente como Sosaria, luego conocido como Britannia, siempre que ocurrían graves problemas. El gobernante de este mundo es conocido como Lord British, y sus plegarias son respondidas por un extraño que viene de otro mundo conocido solo como la Tierra a través de un portal mágico. A medida que pasa el tiempo, el héroe vencería muchos obstáculos y lucharía con varias entidades (tanto de Britannia como de otros planos), y ganaría el título de Avatar, la encarnación de las virtudes.
La serie Ultima puede ser dividida en tres partes. Los primeros tres juegos (Ultima I-III), la trilogía conocida como "Era de la Oscuridad", son los típicos juegos de "matar al jefe malo". Los enemigos de estos primeros tres juegos viven en sus castillos, pero han invocado legiones de monstruos para que devasten las tierras; el protagonista debe derrotarlos, pero cuenta con la opción de matar y robar. Los siguientes tres juegos (Ultima IV-VI), la trilogía conocida como la "Era de la Iluminación", agrega un elemento ético revolucionario dentro del género de juegos de fantasía. El personaje debe alcanzar las ocho virtudes de Ultima: honestidad, compasión, valor, justicia, sacrificio, honor, espiritualidad y humildad. Estas virtudes están vagamente inspiradas en el concepto hindú del Avatar que involucra dieciséis vías de purificación, siendo la final el hacerse uno con Dios (según se relata en el 'Libro oficial de Ultima' por Shay Addams). El carácter del Avatar es básicamente una figura equivalente a la de Cristo, pero sin connotaciones religiosas. Los tres principios de Verdad, Amor y Coraje reflejan las aventuras del Espantapájaros, el Hombre de Lata y el León de El mago de Oz; aunque Garriot niega que fueran la fuente original de inspiración. La trilogía final (Ultima VII-IX), la "Era del Armageddon" (también conocida como La saga del Guardian), nos muestra al Avatar contra una deidad anti-virtudes conocida como El Guardián.
Los Ultima del I al V fueron desarrollados y vendidos originalmente para las Apple II. Todos los juegos a partir del Ultima VI fueron desarrollados en máquinas compatibles con la IBM PC. Los primeros Ultima fueron además portados a otras familias de computadoras, incluyendo el Atari de 8 bits (Ultima I-IV), Atari ST (Ultima II-VI), Commodore 64 (Ultima I-VI), Commodore Amiga (Ultima III-VI, VII parte I) e IBM PC (Ultima I-V).
Los juegos Ultima fueron también famosos por los detalles incluidos con los juegos: a partir de Ultima II, cada juego venía con un mapa de tela del mundo en el que se desarrollaba el juego. Y empezando con Ultima IV, pequeños elementos como pendientes, monedas o piedras máginas se encontraban en las cajas. Hechos de metal o de vidrio, usualmente representaban un objeto importante que se encontraba dentro del juego.

## Los juegos

### Serie original

#### La Era de la Oscuridad
- Ultima I: La Primera Era de la Oscuridad (1981)
- Ultima II: La Venganza de la Hechicera (1982)
- Ultima III: Exodus (1983)

#### La Era de la Iluminación
- Ultima IV: La búsqueda del Avatar (1985)
- Ultima V: Los Guerreros del Destino (1988)
- Ultima VI: El Falso Profeta (1990)

#### La Era del Armageddon (La saga del Guardián)
- Ultima VII: La puerta negra (1992)
  - Ultima VII: Forge Of Virtue (La fragua de la virtud) (Expansion Pack) (1993)
- Ultima VII Parte 2: La Isla de la Serpiente (1993)
  - Ultima VII Parte 2: The Silver Seed (La semilla de plata) (Expansion Pack) (1993)
- Ultima VIII: Pagan (incluyendo su "speech pack") (1994)
- Ultima IX: Ascension (1999)

#### Otros juegosUltima
- Akalabeth: Mundo de Perdición (también conocida como Ultima 0) (1980)

- Ultima: Mundos de Aventuras (también conocida como Mundos de Ultima)
  - Ultima Mundos de Aventuras: Imperio Salvaje (1990)
  - Ultima Mundos de Aventura II: Sueños Marcianos (1991)

- Ultima Underworld:
  - Ultima Underworld: The Stygian Abyss (1991)
  - Ultima Underworld II: Labyrinth of Worlds (1992)

#### JuegosUltimano Estrenados
- Mundos de Ultima III: Leyendas Arturianas (cancelado en 1993)
- Ultima VIII: El Valle Perdido (Expansion Pack, cancelado en 1994)
- Mundos de Ultima Online: Origen (también conocido como Ultima Online 2, cancelado en 2001)
- Ultima X: Odisea (cancelado en 2004)

### Serie Ultima Online (1997)
Vea el artículo Ultima Online
Es una versión MMORPG del mundo de Britania. En Ultima Online, miles de jugadores interactúan en línea en Britania. Para más información vea Ultima Online.
UO engendró dos esfuerzos de secuela que fueron cancelados antes de ser estrenados: Mundos de Ultima Online: Origen (cancelado en 2001, aunque la historia del juego fue publicada en la trilogía Guerra Tecnócrata.) y Ultima X: Odisea (cancelado en 2004). Sin embargo, se estrenaron varias expansiones para Ultima Online, añadiendo nuevas características y nuevas áreas a explorar. Ellas son La Segunda Era, Renacimiento, Tercer Amanecer, La Venganza de Lord Blackthorn, Edad de las Sombras, Imperio Samurai, y El Legado de Mondain.

### Juegos de Consola
Las versiones de consola de Ultima han permitido mayor exposición a la serie, especialmente en Japón donde los juegos han sido superventas y estuvieron acompañados por varios productos relacionados incluyendo manga basada en Ultima.
En la mayoría de los casos, el juego y los gráficos han sido cambiados significativamente.
- Ultima: Éxodo (NES)
- Ultima: Búsqueda del Avatar (NES, Master System)
- Ultima: Guerreros del Destino (NES)
- Ultima: Runas de la Virtud (Game Boy) — No canónico, juego basado en la acción y en la resolución de acertijos. El antagonista es llamado el "Caballero Negro."
- Ultima: Runas de la Virtud 2 (Game Boy, SNES)
- Ultima: El Falso Profeta (SNES) — Juego adaptado para la plataforma de juego. Incluye cambios en la trama y reducción de la violencia.
- Ultima: El La puerta negra (SNES) — Juego adaptado para la plataforma de juego. Incluye cambios en la trama y reducción de la violencia.
- Ultima: El Imperio Salvaje (SNES) — Una actualización gráfica usando el motor para SNES del "La puerta negra". Solo en Japón, cancelado en los EUA.
- Ultima Underworld: The Stygian Abyss (PlayStation) — Estrenado solo en Japón.

## Medios Relacionados

### Guías de Estrategias
- Secretos de Sosaria: Guía para hacia los Dominios, Exodus: Ultima III
- La Vía del Avatar: Guía para Ultima IV
- Senderos del Destino: Guía para los Misterios de Ultima V
- Libro de Pistas de Ultima VI: El Libro de la Profecía
- Libro de Pistas del Imperio Salvaje: Guía de Malone hacia el Valle de Eodon
- Libro de Pistas de Sueños Marcianos: Las Notas Perdidas de Nellie Bly
- Libro de Pistas de Ultima Inframundo: Misterios del Abismo
- Libro de Pistas de Ultima VII: Clave para La puerta negra
- Libro de Pistas de Ultima Inframundo II: Las Gemas de la Iluminación
- Libro de Pistas de Ultima VII, Segunda Parte: Equilibrando la Balanza
- Libro de Pistas de Ultima VIII: Pentología
- El Libro Oficial de Ultima, escrito por Shay Addams (COMPUTE! Publications, 1990)
- El Libro Oficial de Ultima, Segunda Edición, escrito por Shay Addams (COMPUTE! Publications, 1992)

### Novelas
- La Saga Ultima, escrito por Lynn Abbey y Richard Garriott (Warner Books)
  - The Forge of Virtue (1991)
  - The Temper of Wisdom (1992)
- Ultima: La Guerra Tecnócrata, escrita por Austen Andrews (Pocket Books)
  - Maquinaciones (2001)
  - Mascarada (2002)
  - Vórtice (2002)

### Manga
- Ultima: EXODUS No Kyoufu (El Terror del EXODUS)
- Ultima: Búsqueda del Avatar
- Ultima: Magincia no Metsubou (La Caída de Magincia)

## Personajes Mayores y Recurrentes
- El Avatar
- Los Compañeros del Avatar
  - Dupre
  - Gwenno
  - Iolo
  - Jaana
  - Katrina
  - Shamino
- Batlin
- Lord Blackthorn
- Lord British
- Chuckles
- Exodus
- The Guardian
- Mondain
- Minax
- Smith, caballo parlante de Iolo
- Dr. Johann Schliemann Spector, también conocido como Zipactriotl
- El Señor del Tiempo

## Proyectos Relacionados
Muchas comunidades de dedicados programadores han asumido ellos mismos el "parchear" los viejos juegos Ultima para que operen bajo los sistemas operativos modernos, o el rehacer y/o revisar su querida serie con motores de juegos modernos. Ésta es una lista parcial de ellos:

### Proyectos de reescritura de Motores
- ULTIMA CLASSICS REVISITED - Motor de código abierto, en progreso y portable, que actualmente está cubriendo Akalabeth (completo) y Ultima I (parcial).
- u3project - Motor de código abierto, en progreso y portable de Ultima III
- xu4 - Motor de código abierto y portable de Ultima IV.
- nu5 - Motor de código abierto, en progreso y portable de Ultima V
- Nuvie - Motor de código abierto, en progreso y portable de Ultima VI (también funciona con Imperio Salvaje y Sueños Marcianos).
- Exult (website) - Motor de código abierto y portable de Ultima VII: La puerta negra y La Isla de la Serpiente (también funciona con las expansiones).
- Pentagram (website) - Motor de código abierto, en progreso y portátil de Ultima VIII (puede que más tarde funcione también con los juegos Crusader).
- Underworld Adventures - Motor de código abierto, en progreso y portable de Ultima Inframundo.
- The System Shock Hack Project - Motor de código abierto, en progreso y portable de Ultima Inframundo (y System Shock. Actualmente abandonado.

### Remakes y nuevos juegos
- Ultima V: Lazarus - Un remake de Ultima V hecho por programadores voluntarios utilizando el motor de Dungeon Siege de Microsoft. La versión final del juego, Ultima V: Lazarus 1.2, fue estrenada el 1 de abril de 2006. (website)
- El Proyecto Ultima VI - un remake de Ultima VI también usando el motor de Dungeon Siege. Actualmente en pre-alfa, pero han lanzado un demo de sus sistemas técnicos.
- Titanes del Éter Archivado el 1 de julio de 2006 en Wayback Machine. Fusiona dos antiguos esfuerzos de desarrollo, ambos basados originalmente en el motor de Los Antiguos Pergaminos' de Morrowind. Ultima IX: Redención es un esfuerzo por crear un Ultima IX: Ascensión alternativo, escribiendo un nuevo final a la saga de la Era del Guardián de la serie Ultima. La producción está actualmente completada a la mitad para agosto de 2006. Ultima X: El Nuevo Rey, una secuela de Ultima IX: Redención, será creado por el mismo equipo y empleará el motor de Los Antiguos Pergaminos' de Oblivion.